# نيك نوبل
نيك نوبل (بالإنجليزية: Nick Noble)‏ (1 سبتمبر 1984 في الولايات المتحدة - ) هو لاعب كرة قدم أمريكي في مركز حراسة المرمى. لعب مع شيكاغو فاير ونادي ليونغسكايل وWest Virginia United ‏ وIMG Academy Bradenton ‏ ونادي بان وAustin Aztex FC ‏.

## وصلات خارجية
- نيك نوبل على موقع الدوري الأمريكي (الإنجليزية)
- نيك نوبل على موقع قاعدة بيانات كرة القدم.إي يو (الإنجليزية)